# Ghiborț
Ghiborțul (Gymnocephalus cernua) este un pește de apă dulce răspândit în regiunile temperate ale Europei și Asiei de Nord. Acesta a fost introdus în Marile Lacuri (America de Nord), acolo fiind o specie invazivă, reproducându-se mai repede decat alte specii. 
Apare în multe iazuri și heleșteie, chiar și în crescătorii, unde este considerat o specie nedorită, consumatoare de icre și de larve de crap. Ghiborțul se întâlnește atât în lacurile cu apă dulce din preajma litoralului mării, cât și în cele cu apă semisalină, din aceeași regiune.
În România poate fi întâlnit în toate râurile mai mari, începând cu zona caracteristică mrenei și până la vărsarea Dunării în Marea Neagră. Trăiește în număr mare în bălțile de lângă și din Dunăre, Olt, Mureș, Crișuri, Someș, Timiș, Bega, precum și în foarte multe lacuri (Snagov, Cernica, Căldărușani, Zau de Câmpie etc.). 